# Esterházy Márton
Esterházy Márton (Budapest, 1956. április 9. –) magyar válogatott labdarúgó, csatár. Testvére Esterházy Péter író, édesapja Esterházy Mátyás.

## Családja
Az Esterházy család grófi ágának sarja. Nagyapja, gróf Esterházy Móric (1881–1960) 1917-ben Magyarország miniszterelnöke volt. Édesapja gróf Esterházy Mátyás (1919–1998), édesanyja Mányoki Irén Magdolna (1916–1980).

## Pályafutása

### Klubcsapatban
A Budapesti Honvéd játékosa volt. Ezenkívül megfordult a görög AÉK és a Panathinaikószban, valamint az osztrák Casino Salzburgban és kisebb svájci csapatokban is.
Az 1983–1984-es magyar labdarúgó-bajnokság utolsó fordulójában lőtt három gólját elvették tőle a bajnokság után kirobbant bundabotrány során, így csak a góllövőlista második helyét szerezte meg.

### A válogatottban
Huszonkilenc mérkőzésen 11 gólt szerzett a magyar labdarúgó-válogatottban, és résztvevő volt az 1986-os labdarúgó-világbajnokságon Mexikóban, ahol Magyarország kiesett a csoportkörben. Esterházy szerezte az első gólt a 2–0-s győzelemkor Kanada ellen. Az 1986-os Magyarország–Brazília barátságos mérkőzésen, melynek eredménye 3-0 lett, a harmadik gólt Esterházy szerezte.

### Visszavonulása után
Miután visszavonult, a Magyar Futsal Bizottság vezetője, 2007 februárjától UEFA-ellenőr is. 1993-ban saját céget alapított, az MSM-et, azaz a Mega Sport Médiát. Ez a cég reklámokkal foglalkozik, ugyanakkor Esterházy Márton egyre több időt tölt azzal, hogy barátjával, Ragadics Ferenccel emelje a magyar teremfoci színvonalát, és új stadionokat hozzanak létre.[forrás?]

## Sikerei, díjai
- Magyar bajnokság
  - bajnok: 1979-80, 1983–84, 1984-85
  - 2.: 1978-79,
- Magyar Népköztársasági Kupa (MNK)
  - győztes: 1978
- Görög bajnokság
  - 3.: 1984-85, 1985-86

## Statisztika

### Mérkőzései a válogatottban
| Magyarország | Magyarország         | Magyarország                      | Magyarország     | Magyarország | Magyarország  | Magyarország       | Magyarország | Magyarország |
| #            | Dátum                | Helyszín                          | Hazai            | Eredmény     | Vendég        | Kiírás             | Gólok        | Esemény      |
| ------------ | -------------------- | --------------------------------- | ---------------- | ------------ | ------------- | ------------------ | ------------ | ------------ |
| 1.           | 1980. május 31.      | Budapest, Népstadion              | Magyarország     | 3 – 1        | Skócia        | barátságos         | -            | 68'          |
| 2.           | 1980. június 4.      | Budapest, Népstadion              | Magyarország     | 1 – 1        | Ausztria      | barátságos         | -            | 60'          |
| 3.           | 1980. augusztus 20.  | Budapest, Népstadion              | Magyarország     | 2 – 0        | Svédország    | barátságos         | -            | 58'          |
| 4.           | 1980. szeptember 24. | Budapest, Népstadion              | Magyarország     | 2 – 2        | Spanyolország | barátságos         | -            | 68'          |
| 5.           | 1980. október 8.     | Bécs, Práter stadion              | Ausztria         | 3 – 1        | Magyarország  | barátságos         | -            | 60'          |
| 6.           | 1984. március 31.    | Szabadka, Szpartak Stadion        | Jugoszlávia      | 2 – 1        | Magyarország  | barátságos         | -            | 75'          |
| 7.           | 1984. április 4.     | Isztambul, Beşiktaş İnönü Stadion | Törökország      | 0 – 6        | Magyarország  | barátságos         | 2            | 49' 68'      |
|              | 1984. április 11.    | Budapest, Megyeri úti stadion     | Magyarország     | 1 – 1        | Bulgária      | olimpiai selejtező | -            |              |
|              | 1984. április 25.    | Moszkva, Luzsnyiki Stadion        | Szovjetunió      | 0 – 1        | Magyarország  | olimpiai selejtező | -            |              |
| 8.           | 1984. május 23.      | Székesfehérvár, Sóstói Stadion    | Magyarország     | 0 – 0        | Norvégia      | barátságos         | -            | 84'          |
| 9.           | 1984. május 31.      | Budapest, Üllői úti Stadion       | Magyarország     | 1 – 1        | Spanyolország | barátságos         | -            | 67'          |
| 10.          | 1984. augusztus 22.  | Budapest, Népstadion              | Magyarország     | 3 – 0        | Svájc         | barátságos         | 2            | 66' 71' 83'  |
| 11.          | 1984. augusztus 25.  | Budapest, Népstadion              | Magyarország     | 0 – 2        | Mexikó        | barátságos         | -            |              |
| 12.          | 1984. szeptember 26. | Budapest, Népstadion              | Magyarország     | 3 – 1        | Ausztria      | vb-selejtező       | 1            | 62'          |
| 13.          | 1984. október 17.    | Rotterdam, Feijenoord Stadion     | Hollandia        | 1 – 2        | Magyarország  | vb-selejtező       | 1            | 55'          |
| 14.          | 1984. november 17.   | Limassol, Tszirion Stadion        | Ciprus           | 1 – 2        | Magyarország  | vb-selejtező       | -            |              |
| 15.          | 1985. január 29.     | Hamburg, Volksparkstadion         | NSZK             | 0 – 1        | Magyarország  | barátságos         | -            | 66'          |
| 16.          | 1985. április 3.     | Budapest, Népstadion              | Magyarország     | 2 – 0        | Ciprus        | vb-selejtező       | -            | 72'          |
| 17.          | 1985. április 17.    | Bécs, Hanappi Stadion             | Ausztria         | 0 – 3        | Magyarország  | vb-selejtező       | -            |              |
| 18.          | 1985. május 14.      | Budapest, Népstadion              | Magyarország     | 0 – 1        | Hollandia     | vb-selejtező       | -            | 71'          |
| 19.          | 1985. október 16.    | Cardiff, Ninian Park              | Wales            | 0 – 3        | Magyarország  | barátságos         | 1            | 8' 75'       |
| 20.          | 1986. január 30.     | El, ben-Khalifa-stadion (QAT)     | Ázsia-válogatott | 0 – 3        | Magyarország  | barátságos         | 2            | 41' 57'      |
| 21.          | 1986. március 16.    | Budapest, Népstadion              | Magyarország     | 3 – 0        | Brazília      | barátságos         | 1            | 73'          |
| 22.          | 1986. június 2.      | Irapuato, Estadio Irapuato (MEX)  | Szovjetunió      | 6 – 0        | Magyarország  | vb-csoportkör      | -            |              |
| 23.          | 1986. június 6.      | Irapuato, Estadio Irapuato (MEX)  | Magyarország     | 2 – 0        | Kanada        | vb-csoportkör      | 1            | 2'           |
| 24.          | 1986. június 9.      | León, Estadio León (MEX)          | Magyarország     | 0 – 3        | Franciaország | vb-csoportkör      | -            |              |
| 25.          | 1986. október 15.    | Budapest, Népstadion              | Magyarország     | 0 – 1        | Hollandia     | Eb-selejtező       | -            |              |
| 26.          | 1986. november 12.   | Athén, Olimpiai Stadion           | Görögország      | 2 – 1        | Magyarország  | Eb-selejtező       | -            |              |
| 27.          | 1988. május 4.       | Budapest, Népstadion              | Magyarország     | 3 – 0        | Izland        | barátságos         | -            | 46'          |
| 28.          | 1988. május 10.      | Budapest, Népstadion              | Magyarország     | 2 – 2        | Dánia         | barátságos         | -            | 65'          |
| 29.          | 1988. május 17.      | Budapest, Népstadion              | Magyarország     | 0 – 4        | Ausztria      | barátságos         | -            | 58'          |
|              | Összesen             |                                   |                  | 29           | mérkőzés      |                    | 11           | gól          |

## Származása
| Esterházy Márton (Budapest, 1956. ápr. 9.) labdarúgó | Apja: Esterházy Mátyás (Budapest, 1919. márc. 25.– Kismaros, 1998. máj. 5.) fordító, újságíró | Apai nagyapja: gr. Esterházy Móric (Oroszlány-Majkpuszta, 1881. ápr. 27.– Bécs, 1960. jún. 26.) miniszterelnök | Apai nagyapai dédapja: gr. Esterházy Miklós (Róma, 1855. szept. 20.– Csákvár, 1925. jan. 21.) császári és királyi kamarás |
| Esterházy Márton (Budapest, 1956. ápr. 9.) labdarúgó | Apja: Esterházy Mátyás (Budapest, 1919. márc. 25.– Kismaros, 1998. máj. 5.) fordító, újságíró | Apai nagyapja: gr. Esterházy Móric (Oroszlány-Majkpuszta, 1881. ápr. 27.– Bécs, 1960. jún. 26.) miniszterelnök | Apai nagyapai dédanyja: hg. Schwarzenberg Franciska (Frauenberg, 1861. szept. 21.– Hort, 1951. dec. 28.)                  |
| Esterházy Márton (Budapest, 1956. ápr. 9.) labdarúgó | Apja: Esterházy Mátyás (Budapest, 1919. márc. 25.– Kismaros, 1998. máj. 5.) fordító, újságíró | Apai nagyanyja: gr. Károlyi Margit (Mácsa, 1896. febr. 25.– Budapest, 1975. jan. 12.)                          | Apai nagyanyai dédapja: gr. Károlyi Gyula (Nyírbakta, 1871. máj. 7.– Budapest, 1947. ápr. 23.) miniszterelnök             |
| Esterházy Márton (Budapest, 1956. ápr. 9.) labdarúgó | Apja: Esterházy Mátyás (Budapest, 1919. márc. 25.– Kismaros, 1998. máj. 5.) fordító, újságíró | Apai nagyanyja: gr. Károlyi Margit (Mácsa, 1896. febr. 25.– Budapest, 1975. jan. 12.)                          | Apai nagyanyai dédanyja: gr. Károlyi Ermelinde (Zsombolya, 1872. szept. 15.– Oroszlány-Majkpuszta, 1955. dec. 18.)        |
| Esterházy Márton (Budapest, 1956. ápr. 9.) labdarúgó | Anyja: Mányoki Magdolna (Pusztafödémes, 1916. okt. 5.– Budapest, 1980. aug. 14.)              | Anyai nagyapja: Mányoki József (Gyönk,1883.aug.4. - Bp.XII.,1940.okt.5.)                                       | Anyai nagyapai dédapja: Mányoki Kornél (Gyönk, 1842. jul. 29. - )                                                         |
| Esterházy Márton (Budapest, 1956. ápr. 9.) labdarúgó | Anyja: Mányoki Magdolna (Pusztafödémes, 1916. okt. 5.– Budapest, 1980. aug. 14.)              | Anyai nagyapja: Mányoki József (Gyönk,1883.aug.4. - Bp.XII.,1940.okt.5.)                                       | Anyai nagyapai dédanyja: Tóth Aranka                                                                                      |
| Esterházy Márton (Budapest, 1956. ápr. 9.) labdarúgó | Anyja: Mányoki Magdolna (Pusztafödémes, 1916. okt. 5.– Budapest, 1980. aug. 14.)              | Anyai nagyanyja: Moldoványi Jolán Margit (Bonyhád, 1882. nov.2 - )                                             | Anyai nagyanyai dédapja: dr. Moldoványi István                                                                            |
| Esterházy Márton (Budapest, 1956. ápr. 9.) labdarúgó | Anyja: Mányoki Magdolna (Pusztafödémes, 1916. okt. 5.– Budapest, 1980. aug. 14.)              | Anyai nagyanyja: Moldoványi Jolán Margit (Bonyhád, 1882. nov.2 - )                                             | Anyai nagyanyai dédanyja: Újfalusy Jolán                                                                                  |